# آیدا گوهایی
آیدا گوهایی (انگلیسی: Ida Guehai؛ زادهٔ ۱۵ ژوئیهٔ ۱۹۹۴) بازیکن فوتبال اهل ساحل عاج است.
وی همچنین در تیم ملی فوتبال زنان ساحل عاج بازی کرده‌است.